# Seznam telenovel
Seznam telenovel je urejen po državah izvora in vsebuje vse telenovele, ki so bile prikazane na naših zaslonih.

## Argentina
- Alen (Alen, luz de luna)
- Črni biser (Perla negra)
- Don Juan in lepa dama (Don Juan y su bella dama)
- Divji angel (Muneca brava)
- Esperanza (Esperanza mia)
- LaLola
- Ljubiti (Amandote)
- Milady (Milady, la historia continua)
- Moč dobrote (Padre coraje)
- Razigran par (Sos mi vida)
- Ukradena življenja (Vidas robadas)
- Violetta
- Jaz sem Luna (Soy Luna)

## Hrvaška
- Larina izbira (Larin izbor)
- Kar bo, pa bo (Kud puklo da puklo)

## Kolumbija
- Dediči družine del Monte (Los herederos del Monte)
- Srce, ki odpušča (Luna, la heredera)
- Zastavljeno srce (Todo sobre Camila)

## Mehika
- Esmeralda
- Goreče maščevanje (Fuego en la sangre)
- Moje srce je tvoje (Mi corazon es tuyo)
- Ostani z menoj (A que no me dejas)
- Rebelde
- Sestrske vezi (Tres veces Ana)
- Sestrska ljubezen (Las Amazonas)
- Zakleti biser (Tormenta en el paraíso)

## Nemčija
- V vrtincu ljubezni (Sturm der Liebe)

## Venezuela
- Divja Mačka (Gata Salvaje) -  (TV3)
- Maščevanje (La Revancha) -  (NET TV)
- Sonce skušnjave (Sol de Tentacion) –  (NET TV)

## Španija
- Skrivnost starega mostu (El secreto de puente viejo)
- Maščevanje ljubezni (Géminis, venganza de amor)

## Združene države Amerike
- Dežela časti (Tierra de Reyes)
- Sladka skrivnost (Dame chocolate)
- Srčna kraljica (Reina de corazones)